# Памятники Ленину в Ростове-на-Дону

Памятник у входа в парк им. Горького

В советское время в Ростове-на-Дону было установлено несколько памятников В. И. Ленину. Первый памятник был открыт в 1929 году на Большой Садовой улице. В 1960 году памятник Ленину установили на территории вагонного депо Железнодорожного района. В 1963 году был открыт монумент на площади Ленина. Один из тиражных памятников Ленину установлен неподалёку от Гвардейской площади у входа на Кожевенный завод. Два ростовских памятника В. И. Ленину стоят на государственной охране.

## Памятник Ленину у входа в парк им. Горького
47°13′16″ с. ш. 39°42′36″ в. д.
Первый в городе памятник Владимиру Ильичу Ленину был открыт в 1929 году на Большой Садовой улице у входа в парк им. Горького. Авторами монумента были скульптор Г. В. Нерода и архитектор П. Н. Андреев. В годы Великой Отечественной войны памятник был уничтожен, но в 1970 году скульптуру восстановили.
Бронзовая скульптура стоит на высоком гранитном постаменте. Скульптор Нерода изобразил Ленина произносящим речь. Его правая рука вытянута вперёд ладонью вверх. Полы его пальто как бы развеваются ветром. Скульптор стремился передать энергию вождя мирового пролетариата и романтику революции. У подножья пьедестала установлена каменная трибуна. На площади около памятника периодически проходят митинги. Памятник имеет статус объекта культурного наследия регионального значения.

## Памятник Ленину на площади Ленина
47°15′00″ с. ш. 39°42′43″ в. д.

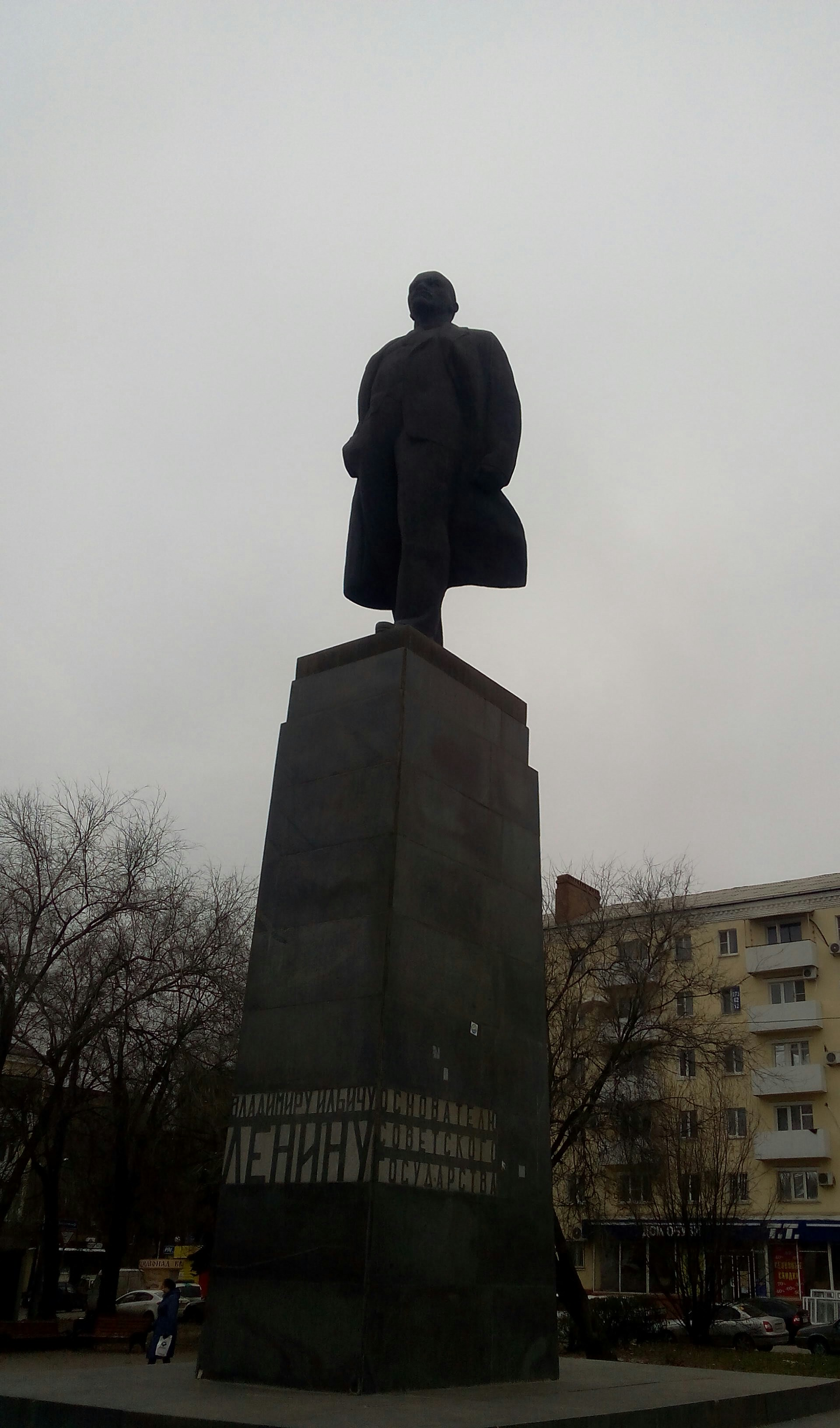
Памятник на площади Ленина

В 1963 году памятник Ленину был установлен на площади в Октябрьском районе. Площадь и прилегающий к ней проспект названы в честь Ленина. Авторы монумента — скульптор И. Д. Бродский, архитекторы Н. Н. Миловидов и С. С. Ожегов. Бронзовая фигура Ленина стоит на пьедестале, облицованном гранитными плитами. Общая высота памятника составляет 12,5 метров. На постаменте выбита надпись: «Основателю Советского государства, создателю коммунистической партии». Памятник имеет статус объекта культурного наследия федерального значения.